# 田原親述
田原 親述（たわら ちかのぶ）は、戦国時代の武将。大友氏の家臣。
田原親宗の子で、明応3年（1494年）に父が戦死したため家督を継いだ。大友政親・義右父子の争いに介入したり、大内義興による大聖院宗心の擁立への加担、永正14年（1517年）の朽網親満の反乱への加担など、大友宗家に事あるごとに反抗した。大永2年（1522年）冬には大友義鑑に大神親照を讒言して討伐の命令を出させて自ら討伐したという。
このような経歴から義鑑など歴代大友宗家は田原家を警戒し、息子の親董（ちかただ）と親宏は追放されたり所領を没収されたりする憂き目にあった。